# 스기야마 겐
스기야마 겐/하지메(일본어: 杉山 元, すぎやま げん/すぎやま はじめ, 1880년 1월 1일 ~ 1945년 9월 12일)는 일본 제국 육군의 군인이다. 원수, 육군 대장, 육군 대신, 태평양 전쟁 당시에는 참모총장을 지냈다.
후쿠오카현 출신으로 일본 육군사관학교와 일본 육군대학을 졸업하였고, 육군대신 · 참모총장 · 교육총감 등 일본 육군의 세 장관을 모두 역임한 뒤, 육군 원수 자리에 올랐다.

## 생애
스기야마는 후쿠오카현 고쿠라시(현 기타큐슈시) 출신으로 일본 육군사관학교를 12기로 졸업한 후에 러일 전쟁에 종군했으며, 일본 육군대학 졸업 후에는 참모본부에서 근무하였다.
1928년에는 육군성 군무 국장에 올랐고, 만주사변 발발 당시에는 육군 차관으로서 정당 방위 성명을 발표하였다. 또, 청년 장교들이 일으켰던 2·26 사건 당시에는 반란 진압을 지휘, 1936년에는 교육 총감에 오름과 동시에 육군 대장으로 승진하였다.
1937년에는 하야시 내각 아래 육군 대신으로 취임, 계속해서 제1차 고노에 내각에서도 육군 대신을 맡았고, 1940년부터 1944년까지 참모총장으로 취임해 태평양 전쟁에 개입하였다.
후에 고이소 내각에서 다시 육군 대신이 되었고, 1945년 스즈키 내각 성립 후 본토 결전에 대비해 조직된 제1총군의 사령관이 되었지만, 패전 후인 9월 12일 사령부에서 권총 자살로 생을 마감했다.

## 스기야마 메모
한편, 그가 참모총장 시절에 남긴 회의 내용을 적은 메모들은 제2차 세계 대전 이후, 스기야마 메모로 발간돼 당시 일본군과 일본 정부 상층부의 움직임을 파악할 수 있는 귀중한 자료가 되었다.

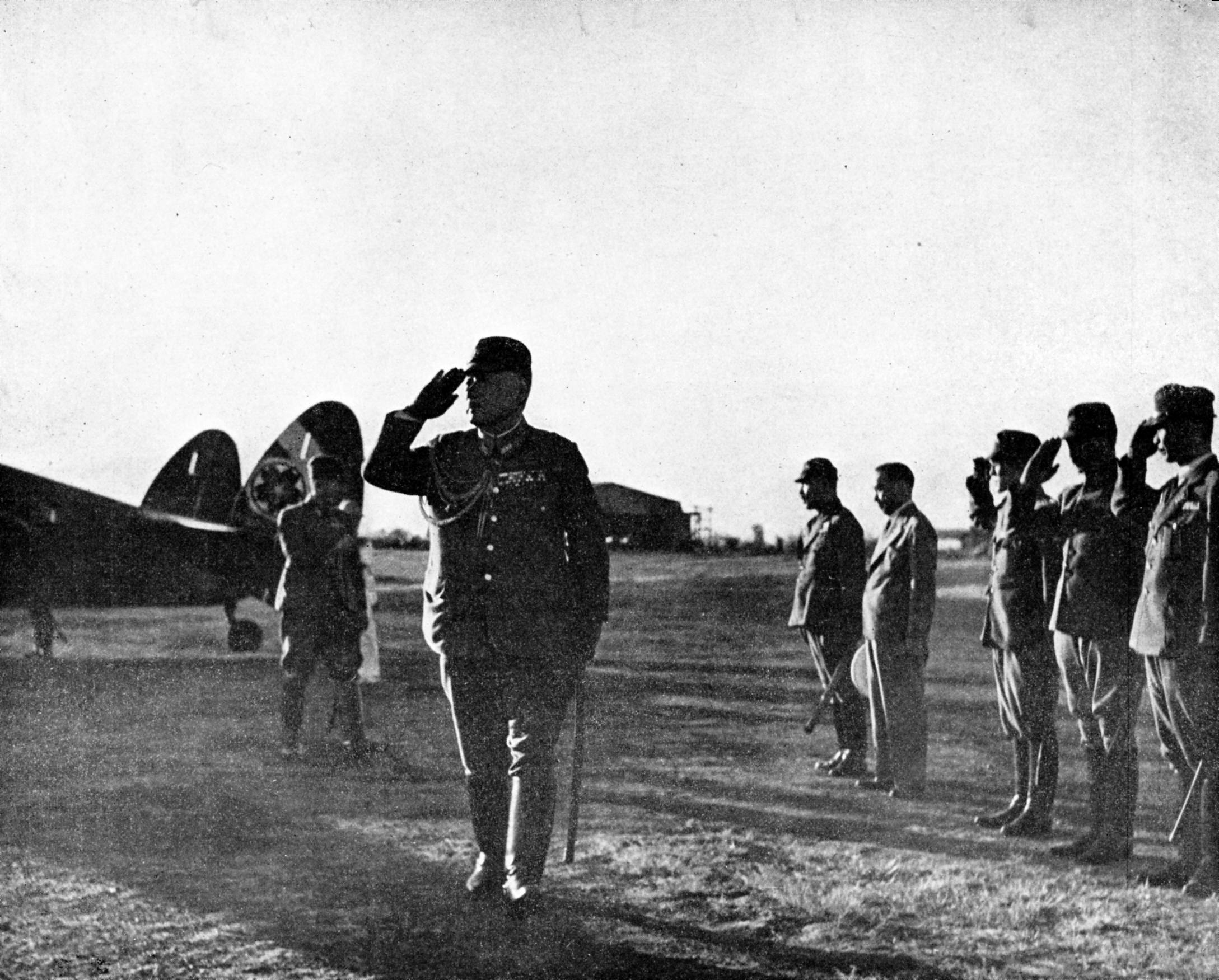
스기야마 하지메(1943년 6월 1일)

## 같이 보기
- 데라우치 히사이치
- 하타 슌로쿠